# Ernesto de Baviera

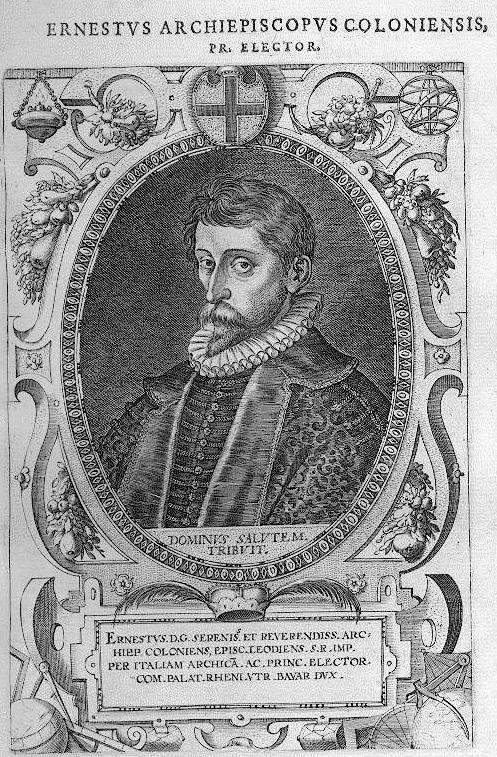
Ernesto de Baviera.

Ernesto de Wittelsbach (Múnich, 17 de diciembre de 1554-Arnsberg, 17 de febrero de 1612) fue un noble y religioso alemán, Príncipe Obispo de Frisinga (1566), Hildesheim (1573), Lieja (1581), Münster (1582) y príncipe elector de Colonia (1583). Acumulará estos mandatos hasta su muerte, acaecida en 1612. También fue Príncipe Abad de Stavelot-Malmedy  desde 1581.

## Primeros años de vida
Perteneciente a la casa de Wittelsbach, Ernesto era el último hijo del Duque Alberto V de Baviera y de la Archiduquesa austriaca Ana de Habsburgo-Jagellón (hija del Emperador Fernando I y de Ana de Bohemia y Hungría). En 1565 estudió en Salzburgo y después en Colonia, Tréveris y Wurzburgo.
Comenzó la carrera política y eclesiástica a la edad de doce años, cuando es elevado a Obispo de Frisinga en Baviera. Su padre lo destinó al arzobispado de Colonia, pero perdió la elección contra Gebhard I de Waldburg. Cuando Gebhard decretó la libertad religiosa y se adhirió a las nuevas ideas del protestantismo, el papa Gregorio XIII lo excomulgó el 1 de abril de 1583, oportunidad que aprovechó Alberto V, el cual propuso nuevamente a su hijo Ernesto, quien fue elegido príncipe elector. Durante la guerra de Colonia (1583-1588), Ernesto comandará las tropas de Baviera y de España, y victorioso, conservará a Colonia dentro de la zona de influencia católica.

## Gobierno en los principados
En el principado de Lieja creó el seminario de Lieja y de Sint-Truiden, promovió la explotación de las hulleras y de la industria metalúrgica. El fabricante de armas Jean de Corte creará una de las industrias más importantes de aquella época. A pesar de las claras simpatías españolas, mantuvo la neutralidad del principado establecida en 1577. Allí impulsó las decisiones del concilio de Trento, a pesar de la oposición del clero local. En vista de ello organizó una represión feroz contra sus oponentes.
Ernesto fundó una dinastía: el Príncipe-obispo tendrá el derecho de nombrar a un pariente como su sucesor. De aquella manera, la casa de Baviera gobernará el principado de Lieja durante 136 años. En 1601, Ernesto nombró sucesor a su sobrino Fernando, quien tenía once años. Ernesto va a dejar su palacio en Outremeuse, el barrio que bordea el Mosa en Lieja, para crear allí el Hospital de Baviera, que será el principal de la ciudad hasta 1987.
En 1602, su reinado también marca un hito importante para la semidemocracia liejana: todo los liejanos son obligados a inscribirse en uno de los treinta y dos oficios de Lieja, y cada negocio tiene el derecho de participar en las decisiones del Principado, lo que reduce el poder del príncipe-obispo.
El calendario gregoriano entró en vigor en su episcopado en 1583.

### Vida privada
A pesar de haber profesado formalmente los votos perpetuos de celibato, tenía una amante llamada Gertrudis de Plettenberg, para la cual construyó cerca del palacio obispal de Arnsberg la residencia Landsberger Hof. Desde 1595, pasó la mayoría del tiempo en Arnsberg. De esa relación nacerá un hijo:
- Guillermo II de Baviera (¿?-1657), que más tarde será el príncipe abad de la abadía doble de Stavelot-Malmedy.[cita requerida]

Murió en 1612 en Arnsberg. Está sepultado frente a la Capilla de la Epifanía en la Catedral de Colonia.